# Валеспир

Обозначение на карте, показывающей границу Франции и Испании.

Валеспир (фр. Vallespir) — небольшая историческая область в Руссильоне, Франция; была присоединена к французскому королевству в 1659 году согласно Пиренейскому миру. Некогда графство, составлявшее часть графства Сердань. С главным городом Пра-де-Молло (Пратс-де-Молло-ла-Прест), бывшим сильно укреплённым местом на границе Испании. Сегодня территория Валеспира входит в состав французского департамента Восточные Пиренеи.